# Ronde van Azerbeidzjan (Iran) 2012
De Ronde van Azerbeidzjan in Iran werd tussen 11 en 16 mei 2012 voor de negende keer gereden.

## Etappe-overzicht
| etappe | datum  | start        | eindstreep | afstand | winnaar            | land     |
| ------ | ------ | ------------ | ---------- | ------- | ------------------ | -------- |
| 1e     | 11 mei | Tabriz       | Urmiyeh    | 141 km  | Javier Ramirez     | Spanje   |
| 2e     | 12 mei | Urmiyeh      | Shanestar  | 174 km  | Alois Kaňkovský    | Tsjechië |
| 3e     | 13 mei | Tabriz       | Miyaneh    | 155 km  | Alois Kaňkovský    | Tsjechië |
| 4e     | 14 mei | Ghara Chaman | Ardabil    | 194 km  | Joeri Metloesjenko | Oekraïne |
| 5e     | 15 mei | Sarein       | Sahand     | 188 km  | Javier Chacón      | Spanje   |
| 6e     | 16 mei | Tabriz       | Tabriz     | 76 km   | Vojtĕch Hačecký    | Tsjechië |

## Eindklassementen

### Algemeen klassement
| rang | renner         | land   | tijd        |
| ---- | -------------- | ------ | ----------- |
| 1    | Javier Ramirez | Spanje | 23u 12' 41" |
| 2    | Abbas Saeidi   | Iran   | +43         |
| 3    | Hossein Askari | Iran   | +1' 10"     |

1986 · 1987 · 1988 · 1989 · 1990 · 1991 · 1992 · 1993 · 1994 · 1995 · 1996 · 1997 · 1998 · 1999 · 2000 · 2001 · 2002 · 2003 · 2004 · 2005 · 2006 · 2007 · 2008 · 2009 · 2010 · 2011 · 2012 · 2013 · 2014 · 2015 · 2016 · 2017 · 2018 · 2019 · 2020-2021 · 2022 · 2023